# 1184 Ґаея
1184 Ґаея (1184 Gaea) — астероїд головного поясу, відкритий 5 вересня 1926 року.
Тіссеранів параметр щодо Юпітера — 3,351.